# Disciphania cubijensis
Disciphania cubijensis là một loài thực vật có hoa trong họ Biển bức cát. Loài này được (Knuth) Sandwith mô tả khoa học đầu tiên năm 1954 publ. 1955.